# Amblypodia anita
Amblypodia anita är en fjärilsart som beskrevs av William Chapman Hewitson 1862. Amblypodia anita ingår i släktet Amblypodia och familjen juvelvingar. Inga underarter finns listade i Catalogue of Life.

## Bildgalleri

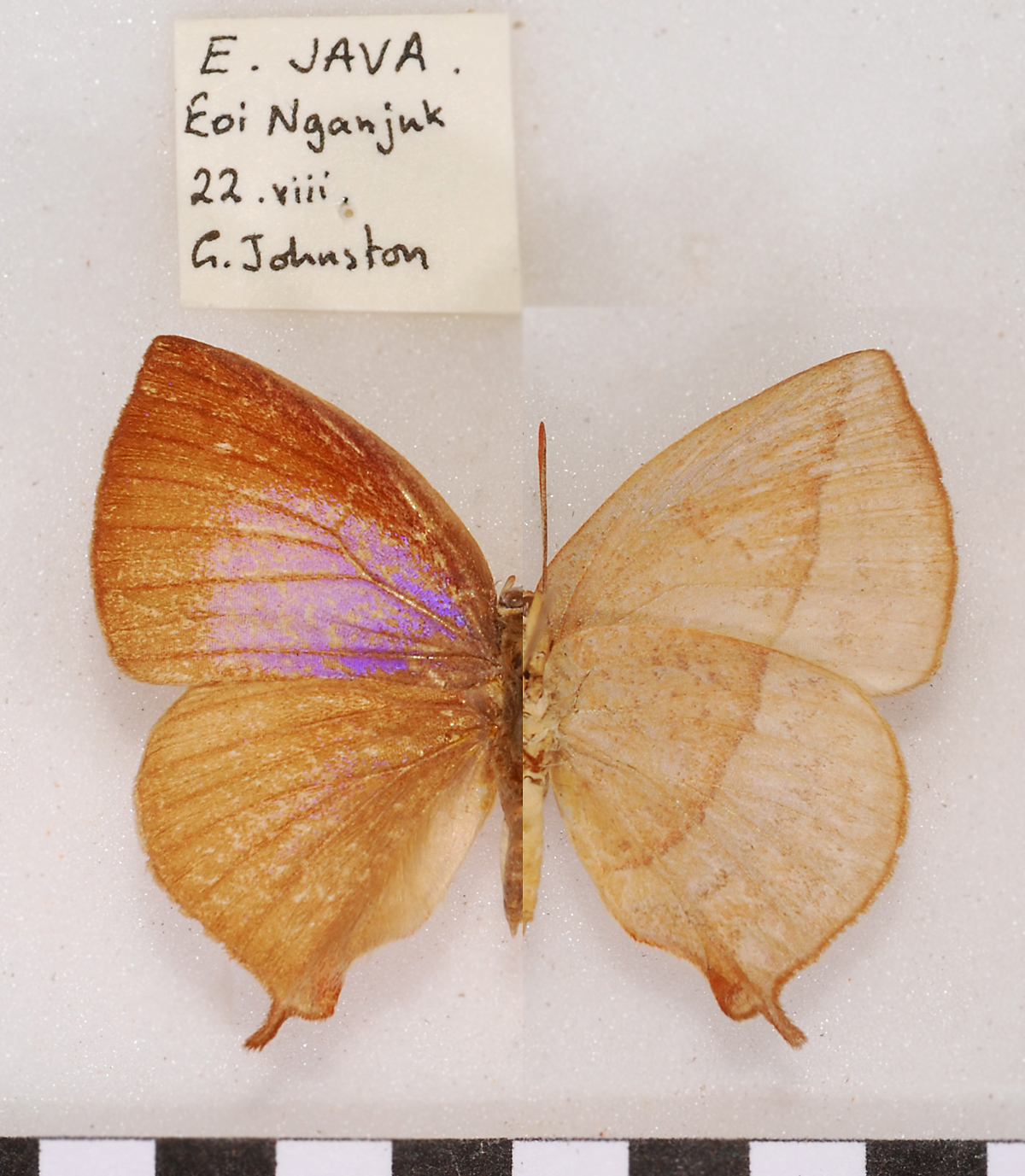
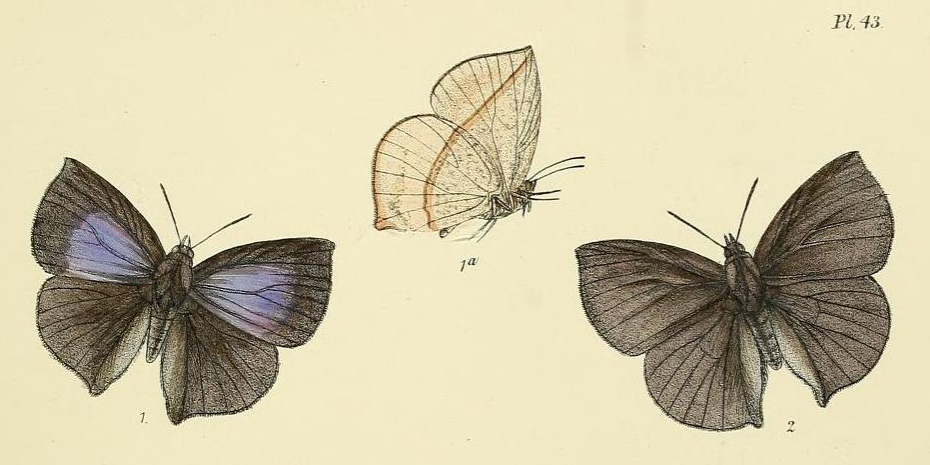
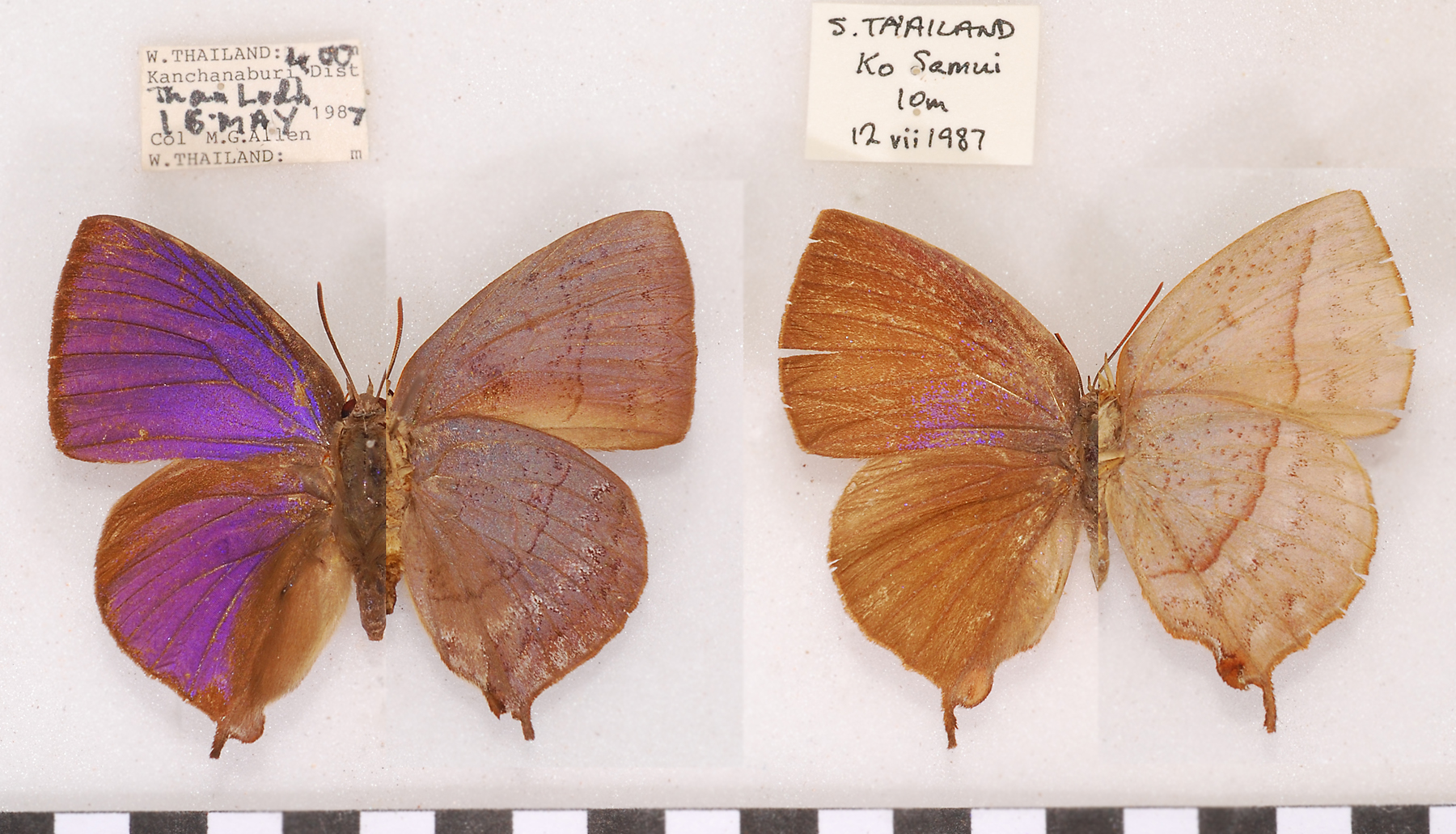
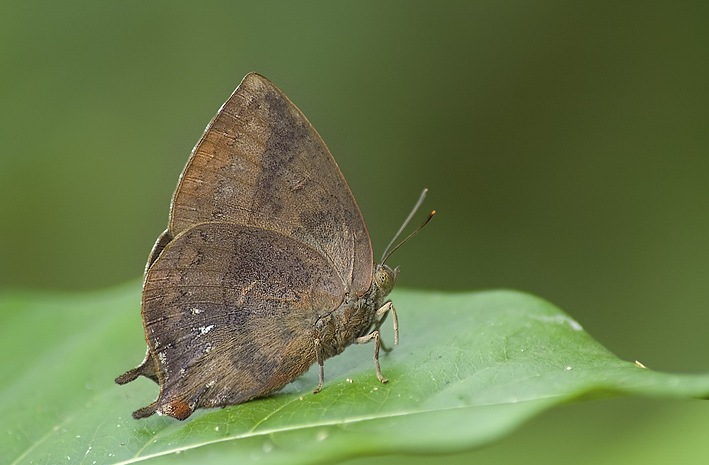
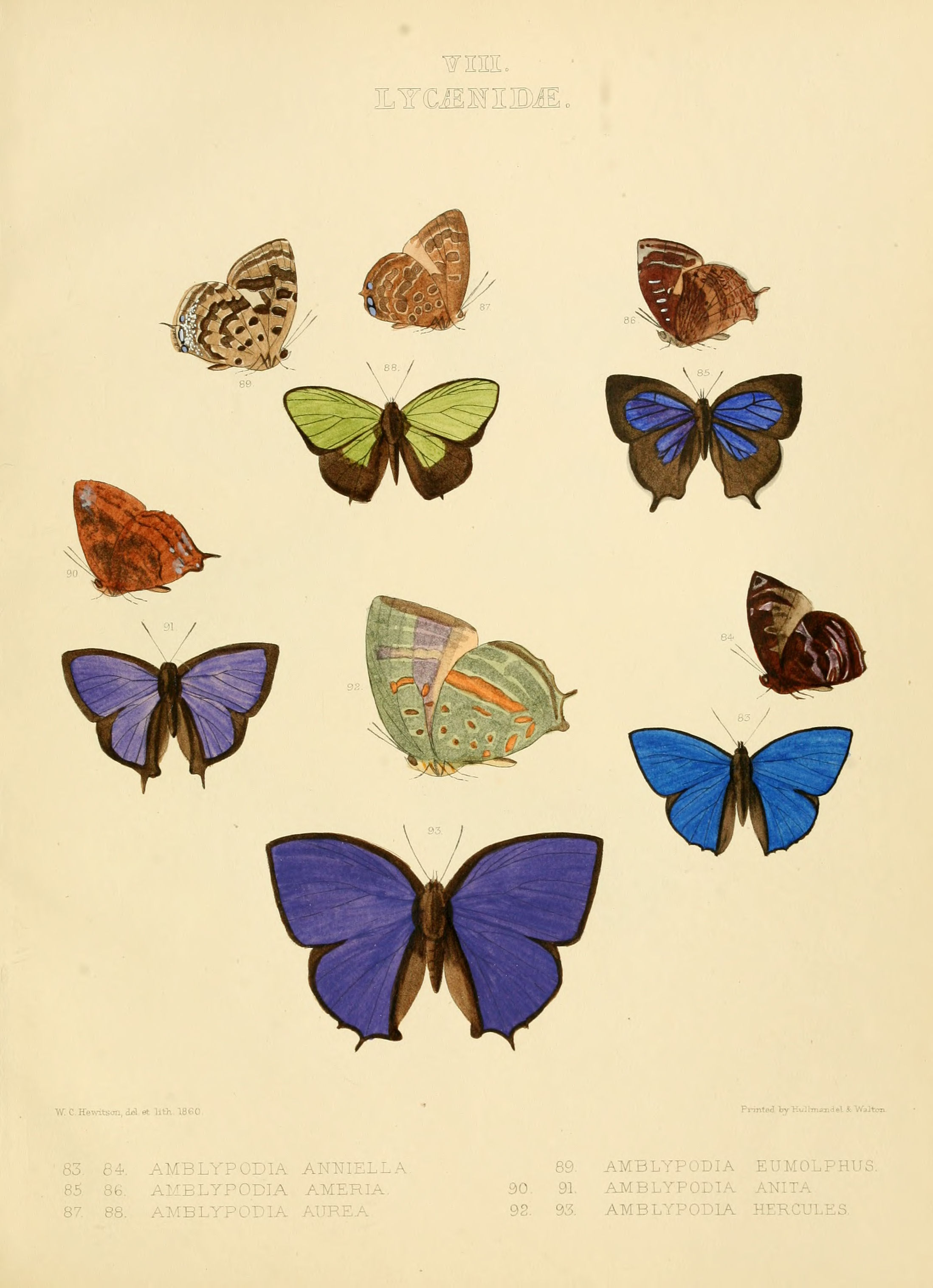
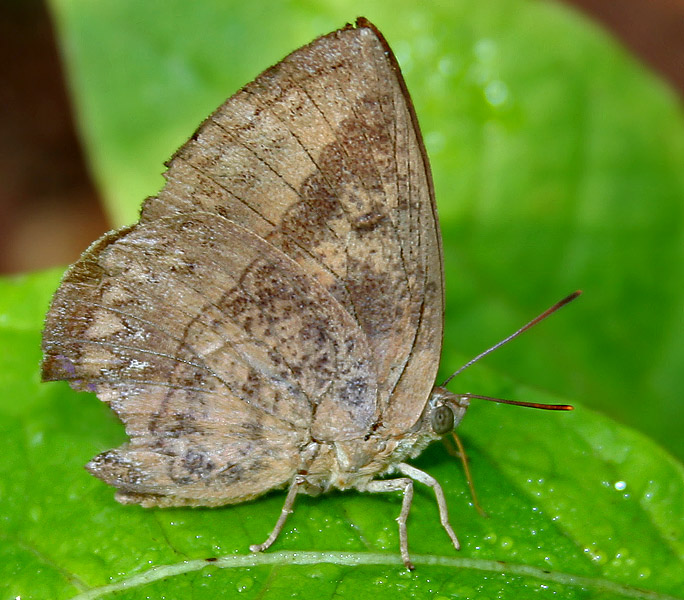